# Classe ouvrière et pauvreté : les conditions de vie des travailleurs montréalais, 1897-1929
 (avril 2020).
Classe ouvrière et pauvreté : les conditions de vie des travailleurs montréalais, 1897-1929 (Titre original: The Anatomy of poverty. The Conditions of the Working Class in Montreal, 1897-1929) est un ouvrage écrit par l’historien John Terry Copp (en). Le livre est publié dans sa langue d'origine en 1974. Par la suite, sa version française est publiée en 1978. Il s'agit d'un livre qui aborde à la fois l'émergence économique à l'aube du XXe siècle, mais aussi plus spécifiquement les réalités de la classe ouvrière montréalaise.
Terry Copp est un historien canadien né en 1938 dans le quartier Notre-Dame-de-Grâce à Montréal. Il est le fondateur et le directeur du Laurier Centre for Military Strategic and Disarmament Studies à l’Université Wilfried Laurier de Waterloo en Ontario. Ses nombreuses œuvres dans le domaine militaire ont permis la réinterprétation de la vie des soldats canadiens lors des années 1944-1945. Cependant, avant de faire de l'histoire militaire, celui-ci était orienté vers l’histoire sociale à l'Université de Sir George William. C'est précisément dans cette université qu'il s'est mis à l'écriture de The Anatomy of poverty. The Conditions of the Working Class in Montreal, 1897-1929.

## Contexte historiographique
Les travailleurs jouent naturellement un rôle important dans le développement économique de la société canadienne à l'aube du XXe siècle. Néanmoins, ils sont longtemps négligés comme objet d’étude par les historiens savants. Les quelques études qui mentionnaient les travailleurs le faisaient de façons sporadiques afin d'aborder explicitement des domaines « plus intéressants » comme la politique. Ainsi, jugés comme « démodé[s] et peu intéressant[s] », ils eurent un simple rôle tertiaire dans les sujets d’étude. Influencée par la Grande-Bretagne et les États-Unis, l'histoire du travail au Canada entre 1929-1945 préconise la propriété publique, l'interventionnisme et la préservation des libertés civiles. Cette influence du mouvement social-démocrate marque une génération de savants comme Stuart Marshall Jamieson, qui publiait en 1957 un premier livre en anglais sur les relations industrielles canadiennes intitulé Industrial Relations in Canada. Comme le mentionne Bryan D. Palmer «Ils [en parlant des intellectuels socialistes] voient dans le mouvement ouvrier une des forces dont ils peuvent attendre un appui, mais ils ne sont pas foncièrement intéressés aux travailleurs en tant que classe sociale».
À la suite de la Seconde Guerre mondiale, l'histoire du travail apparaît davantage dans les publications universitaires. À titre d'exemple, la Canadian Historical Review publiait en 1943 un article de Donald Grant Creighton intitulé «George Brown, Sir John A Macdonald, and the 'Workingman'». Cet article montrait qu'il était possible de déboucher sur l'histoire du travail de manière indirecte, par le biais des grands personnages politiques. Cependant, les travailleurs ne pouvaient pas être abordés seuls. L'intérêt pour ces derniers se développa au Canada comme réelle sous-discipline de l'histoire sociale seulement à partir des années 1960-1970, tout en voyant un maintien de cette tendance d'aborder l'histoire des travailleurs sous-jacents un thème plus global. D'un autre côté, il reste difficile d'ignorer les sympathisants du Parti communiste des années 1960-1970, eux-mêmes d'anciens étudiants influencés par les 1940. C'est au milieu de cette période, en 1965, que Stanley Mealing publie un article intitulé «The Concept of Social Class in the Interpretation of Canadian History» où il aborde les travailleurs comme classe sociale.
C'est dans cette dernière vague historiographique qu'il devient possible d'entrevoir les influences qui ont mené à l'ouvrage de Terry Copp. En effet, la nouvelle génération exprime un désir d'inscrire l'histoire du travail et des travailleurs dans l'histoire sociale, mais aussi d'aborder des perspectives encore inconnues comme la vie de familiale, les loisirs, etc. Copp souhaite s'inscrire différemment dans l'historiographie. Le but de son livre est de reconsidérer la tradition historiographique canadienne qui mentionne un soi-disant « retard » du Québec dans l'industrialisation. Ainsi, l'auteur veut rediriger le débat autour des questions économiques, négligées selon lui par les historiens, au détriment d'interrogations culturelles. Tout au long de l'évolution de l'historiographie, des interprétations et des débats se sont constamment renouvelés. En effet, la multiplication d'études régionales fait en sorte qu'il y a une montée de stéréotypes par région. On voit aussi une cristallisation du «caractère exceptionnel de l'Ouest» et des travailleurs anglophones sur les travailleurs francophones. René Durocher et Paul-André Linteau publient en 1971 un livre novateur intitulé Le « retard du Québec » et l'infériorité économique des Canadiens français. En effet dans l'introduction, ces derniers mentionnent, sans toutefois développer, la thèse voulant que le retard de l'économie du Québec s'explique avant tout par des facteurs culturels.

## Composition de l'ouvrage

### Plan et structure
Hormis la présentation, la préface et les remerciements, l'ouvrage se divise en huit chapitres de 12 à 22 pages :
Chapitre 1 - La basse ville 
Chapitre 2 - Les revenus de la classe ouvrière 
Chapitre 3 - Les femmes et les enfants au travail 
Chapitre 4 - L'instruction publique 
Chapitre 5 - Le logement 
Chapitre 6 - La santé 
Chapitre 7 - La bienfaisance 
Chapitre 8 - Les conflits de travail 
Ses différents thèmes sont étudiés à l'intérieur de bornes chronologiques, soit entre 1897 à 1929. Ainsi, Copp présente l'autre Montréal à l'aube de la Révolution industrielle et des Années folles. Les chapitres premier, cinquième et sixième traitent de la réalité à laquelle les ouvriers doivent faire face, mais aussi de l'accessibilité aux besoins fondamentales de l'être humain. Quant aux chapitres deuxième, troisième et huitième, ils abordent les aspects du travail en milieu ouvrier. Enfin, les chapitres quatrième et septième explorent sur les solutions aux problèmes de la pauvreté et de l'intégration des ouvriers.
La conclusion est suivie de deux appendices (A et B). Le premier, intitulé « Conseil de Montréal des Social Agencies », présente un rapport intérimaire du comité spécial mandaté pour étudier la question du coût de la vie et des salaires à Montréal. Le second, intitulé « Commission royale d'enquête sur la tuberculose 1909 », présente la conclusion d'une enquête sur le taux élevé de mortalité par la tuberculose à Québec. L'ouvrage se termine sur des notes bibliographiques, des notes et un index.

### Objectif
Dans sa préface, Terry Copp présente aux lecteurs l'objectif qui a dirigé sa démarche au cours de la recherche. Ce livre ose « un tableau du système socio-économique à l'intérieur duquel vivait la classe ouvrière ». L'auteur rappelle que bon nombre de personnes considèrent les années 1900 à 1930 comme période d'expansion florissante et prospère. Son but est de présenter les conditions de vie d'une classe sociale bien souvent oubliée et marginalisée dans la conception du Québec. En effet, la « classe ouvrière » représente pas moins des deux tiers de la population qui malheureusement n'a pu bénéficier de ces changements socio-économiques. L'historien s'appuie uniquement sur des « sources imprimées » trouvées dans les archives provinciales et municipales. Il s'agit de rapports et de recensements annuels produits dans les Documents de la session des différentes divisions administratives du gouvernement du Québec. Il est de même pour les rapports des services de la ville de Montréal. L'auteur use aussi d'articles de journaux de l'époque comme ceux de la Gazette, la Gazette du travail, Le Canada, Le Pays, etc. . Finalement, à un degré moindre, Copp fait mention des travaux de collègues du même domaine : Leonard Marsh, D. Suzanne Cross, Michel Brunet, Robert Rumilly, etc.
D'autre part, sans en être l'objectif premier du livre, Copp tente de déterminer certains traits particuliers du système montréalais par rapport à d'autres grandes villes du pays. Le livre ne vise pas une comparaison systématique entre Montréal et le reste du pays, mais à l'occasion, son auteur se permet de faire référence à d'autres grandes villes comme Toronto.

## Description du contenu
Le contenu du livre est divisé en chapitres qui abordent chacun un aspect bien spécifique des conditions de vie de la classe ouvrière. Le chapitre I, « La basse ville », décrit le quotidien des familles ouvrières montréalaises, qui habitaient pour la plupart en basse-ville. Les parents travaillaient près de 60 heures semaine, 52 semaines par an pour subvenir aux besoins des familles, qui connaissaient l'insécurité financière. Les familles typiques étaient composées du mari, de la femme et de trois enfants habitant dans un logement de cinq pièces. L'auteur a conclu que les statistiques officielles du gouvernement ne prenaient pas en compte le réel nombre d'enfants salariés. Alors que les petits garçons travaillaient pour la plupart à temps partiel comme messagers, livreurs, camelots, etc, les petites filles, considérées comme les plus oubliées dans les statistiques, pouvaient travailler à temps plein comme gardiennes d'enfants et recevoir un salaire. Les femmes, qui représentaient 1 ouvrier adulte sur 5, travaillent principalement dans les usines de textiles, les entreprises diverses, les magasins de détail, etc.
Le chapitre II, « Les revenus de la classe ouvrière », présente sans grande surprise la pauvreté de la classe ouvrière. Accompagné de quelques tableaux, le chapitre fait état de la pauvreté des ouvriers, et ce, peu importe le groupe ethnique. De plus, il va sans dire que les francophones sont surreprésentés chez les travailleurs du bas de l'échelle et sous représentés parmi les travailleurs qualifiés. La moyenne générale des revenus d'une famille, et ce peu importe le type de profession, se situait sous la barre de 1590$ par an pour 47% des gens actifs de la ville de Montréal. Ce revenu n'a presque pas augmenté au cours des quinze années en fonction de la productivité.
Le chapitre III, «Les femmes et les enfants», aborde la place des femmes et celle des enfants dans le travail ouvrier. Malheureusement, les données récoltées ne permettaient pas d'établir le pourcentage de travailleurs que représentaient les femmes et les enfants avant 1921. Sachant tout de même que les femmes ne tenaient plus le rôle domestique que la société leur avait toujours attribué et qu'elles ne pouvaient pas être engagées dans des emplois dangereux ou insalubres, celles-ci voyaient leur salaire varier selon leur état matrimonial. Quant aux enfants, il ne s'agissait pas d'un pourcentage de travailleurs à négliger. Les industries du textile, du tabac, de la vitre, du traitement des aliments et des vêtements embauchaient énormément d'enfants les rendant des acteurs aussi importants que les adultes dans l'économie. Contrairement aux femmes, les inspecteurs et inspectrices avaient peu de choses à déclarer ou des contraventions à signaler sur l'emploi d'enfants. L'âge légal étant de 12 ans pour les garçons, peu d'entreprises embauchaient des plus jeunes encore. Quant aux jeunes filles, il était plus fréquent d'en voir travailler en bas de l'âge légal de 14 ans.
Le chapitre IV, « L'instruction publique », fait état du système d'éducation publique de Montréal. Aux yeux de plusieurs historiens, sociologues et journalistes, le système d'enseignement du Québec fut pointé du doigt pour expliquer le « retard » de la société canadienne-française. Les problèmes financiers faisaient de sorte que les enseignants étaient mal payés et mal équipés pour s'attarder à la gestion des classes surpeuplées. Selon l'auteur, la mise en place de l'instruction obligatoire n'a servi qu'à encombrer davantage les commissions scolaires. De plus, il remet en question les raisons qui ont amené dans le passé la petite minorité de l'élite canadienne-française à peu faire pour améliorer son propre système d'instruction contrairement aux leaders anglo-protestants qui participaient énormément.
Le chapitre V, « Le logement », montre la triste réalité des foyers à faibles revenus. La plupart n'étant pas capables d'acheter la plus modeste des maisons, Montréal se retrouvait à être « une ville de locataire ». En 1897, les logements de fond de cour de la classe ouvrière se caractérisaient par leur manque d'hygiène, leur densité d'occupation, leur manque de cours et d'espaces libres. Si l'on peut juger ces logements comme délabrés, la situation ne s'est pas améliorée et en 1904 la ville fit état d'une pénurie de 800 à 1000 logements. La construction de nouveaux logements dans les banlieues ouvrières semble aujourd'hui s'être faite sans grande bienveillance aux règlements de la Loi sur l'hygiène publique, mais aussi à la construction même des bâtiments qui livraient couramment des pièces sans fenêtre.
Le chapitre VI, « La santé », révèle une population ouvrière plus ou moins à l'abri de maladies diverses comme la gastro-entérite, la tuberculose, la diphtérie, la typhoïde et la variole, et ce, même si leurs présences dans d'autres villes d'Amérique du Nord et d'Europe sont moins importantes. Basées sur l'ancien système de santé britannique, les inspections sanitaires avaient la priorité. Malgré la mise en place de la Loi québécoise sur l'hygiène qui obligeait les municipalités à doter d'un service de santé, aucune n’avait l'obligation d'appliquer les mesures et de financer un programme satisfaisant. Une grande enquête sur les activités en hygiène publique à Montréal, réalisée en 1928 par un comité d'experts, permet de faire le constat qu'à Montréal : « les efforts combinés des services officiels et des associations volontaires n'égalent que les deux tiers des meilleurs exemples que donnent pour les mêmes services d'autres villes d'importance comparable ». À titre d'exemple, la pasteurisation du lait se pratiquait seulement dans les laiteries qui répondaient aux quartiers anglophones de la ville. Ainsi, quelle surprise ce ne fut pas d'apprendre que les taux de mortalité infantile et générale étaient plus élevés dans les quartiers canadiens-français à l'est de la ville. Quant à l'approvisionnement de l'eau, elle ne fut acceptable qu'à partir de 1914.
Le chapitre VII, « La bienfaisance », commente le système de charité qui s'organisait à Montréal et les institutions de charité catholiques qui continuaient d'offrir de l'aide malgré les divergences d'exécutions à l'intérieur même de l'Église. En effet, chaque église avait ses propres règles et conditions quant au fonctionnement du système de charité. Quant à la collectivité anglo-protestante, sa situation économique lui permettait un dynamisme presque inconnu dans la collectivité canadienne-française laïque comme les prémices de l'assistance sociale ou l'ouverture de refuges. Paradoxalement, personne ne pensait à aborder directement les facteurs qui expliquaient la pauvreté, et même à modifier les relations économiques de base qui permettrait d'atteindre un niveau de sécurité.
Le dernier chapitre, « Les conflits de travail », défend l'idée du nombre plus grand de grèves à Montréal que dans les autres villes d'Amérique du Nord. C’est en raison de la grande majorité des travailleurs qui faisaient partie de la main-d’œuvre des industries reconnues pour leurs bas salaires (textile, chaussure, filature, etc.). Ainsi, l'auteur soutient, sans préciser, que certains historiens ont prétendu que les ouvriers québécois se voyaient mal servis par la Confédération des travailleurs catholiques du Canada (C.T.C.C) alors que celle-ci fut créée à un moment où les autres syndicats canadiens se montraient anéantis par la dépression qui suivait la Première Guerre mondiale. La fluctuation de la courbe des députés-ouvriers élus à la fois au municipale et au provincial entre 1906 et 1923 démontre l'instabilité du mouvement ouvrier. Alors que ces partis représentaient au Canada l'opposition à la conscription, aux profits excessifs réalisés à la faveur de la guerre ou encore à la Loi des mesures de guerre, cette même opposition se voyait à l'échelle québécoise chez les libéraux.

## Réception critique et universitaire

### Un accueil chaleureux et attendu
L'ouvrage de Terry Copp, autant dans sa version originale que dans sa version française, connaît un accueil chaleureux et attendu de la critique universitaire. Plusieurs applaudissent le fait qu'il est l'un des premiers à aborder la ville de Montréal sous un autre jour à l'aube « des Années Folles ». Dans sa Présentation de la version française de 1978, l'historien Paul-André Linteau décrit le travail de Copp comme « une œuvre de pionnier qui a par la suite inspiré d'autres recherches. ». Il ajoute que son apport est important  pour l'étude de l'Histoire du Québec. Une telle présentation du livre n’est pas vide de sens. Paul-André Linteau se spécialise dans l'étude urbaine et économique de l'Histoire du Québec moderne. Il est à la fois directeur de la Collection Histoire et Société chez Boréal Express , professeur émérite au Département d'Histoire de l'UQAM, mais aussi  l'un des fondateurs de l'Histoire contemporaine du Québec.
D'une part, à la fois du côté anglophone que francophone de la critique, tous s'entendent  pour dire que le livre montre bel et bien la réalité de la classe ouvrière montréalaise. D'autre part, ils s'accordent aussi pour dire que les historiens ont jusqu'à présent trop facilement fait usage de la différence culturelle pour expliquer le «contraste» des villes anglophones et francophones du pays. L'historienne Dorothy Suzanne Cross applaudit le fait que l'auteur favorise une approche géographique pour comprendre le développement économique. Paradoxalement, elle dit aussi que The Anatomy of poverty is a depressing book étant donné qu'il représente très bien les conditions horribles dans lesquelles vivaient les ouvrières et ouvriers montréalais.

### Quelques bémols
Malgré l'accueil favorable des historiens, tous n'apprécient pas la composition du livre. Comme le mentionne l'historien américain Micheal B. Katz, contrairement à une étude définitive ou exhaustive du sujet, l'ouvrage se présente comme un recueil compact et lucide dans l'utilisation des données. Les recherches de l'auteur se sont principalement basées sur des rapports officiels (annuels, Commissions royales, Comités d'enquêtes, etc.) à la fois anglophones et francophones et  leur interprétation en est parfaitement louable. Toutefois, il reste que certains y voient un usage légèrement abusif dans l'écriture du livre. L'historien québécois Michel Pratt mentionne que Copp a fait usage d'un « amas de données pas toute facile à digérer » rendant la lecture difficile pour repérer le cadre conceptuel et théorique.
Comme mentionnés, les sources venant principalement des gouvernements provinciaux et municipaux, les acteurs principaux, soit les gens de la classe ouvrière, se voient finalement un peu absente de la scène. Selon Jean-Pierre Charland, le titre devient donc trompeur. Pour l'écrivain de romans à saveur historique, cela s'explique par l'usage d'une vision extérieur à la classe ouvrière. Il s’affirme finalement  comme un tableau du système socio-économique.
Le compte-rendu de Louis Maheu constitue à lui seul un résumé d'une critique partagée par tous les auteurs nommés jusqu'à présent. Contrairement aux autres, il n'est pas historien, mais plutôt sociologue et professeur à l'Université de Montréal entre 1970 et 2006. Il dirigea tout au long de sa carrière différentes missions de recherche à l'étranger en plus d'avoir pour champ d'expertise la théorie des classes sociales et des mouvements sociaux. Il se montre un savant  bien au courant de l'étude de la classe ouvrière au Québec et au Canada. Ainsi, il mentionne très rapidement la faiblesse du dernier chapitre « Les conflits de travail ». Présenté de façon jugée uniquement chronologique, Copp relève les conflits ouvriers au sein de la population active montréalaise et à l'exception des grèves, celui-ci aborde à peine la question du syndicalisme catholique. Pour le sociologue, « une telle méconnaissance d'une littérature sérieuse sur le sujet ne cesse d'étonner ». Pour Pratt, Copp n'a pas pris conscience de l'opportunité d'approfondir ce chapitre afin de rendre compte de l'entièreté de la spécificité du syndicalisme québécois par rapport au reste du pays.
De son côté, Terry Copp se défend dans sa préface. Il se dit conscient des limites de l'étude, qui reste très générale, étant donné le peu fait auparavant dans le même sujet. Sans mentionner concrètement qu’ils sont loin d'être satisfaisants pour l'historien, il précise que «chaque chapitre pourrait certainement faire l'objet d'une bonne monographie». De plus, sur son site web, il rappelle qu'il se voyait contraint à un nombre 65 000 mots imposés par Micheal Cross et Syd Wise, ces derniers l'ayant approché lorsqu'il présenta un aperçu de son travail à la Canadian Historical Association en 1972. Malgré cette restriction qui l'avait obligé à revoir l'écriture et à couper certains passages, Copp se disait content d'offrir un livre plus captivant avec un titre choisi par les éditeurs.